# Tamansari (Suriname)
Tamansari/Tamansarie is een dorp in het district  Commewijne in Suriname.
Het dorp ligt aan de Oost-Westverbinding, nabij Tamanredjo en Richelieu. Dit weggedeelte werd in 2014 officieel geopend.
Er bevinden zich onder meer een dialysecentrum (Diapura), het ressortkantoor van Landbouw, Veeteelt en Visserij, meerdere kerken, supermarkten en horecagelegenheden en aan de Abrikoosweg het voetbalveld van SV Tamansari.